# Alfred Molina
Alfred Molina (Londres, 24 de maio de 1953) é um ator britânico-estadunidense, célebre por seus papéis em Raiders of the Lost Ark, The Man Who Knew Too Little, Spider-Man 2, Maverick, Species, Not Without My Daughter, Chocolat, Frida, Steamboy, The Hoax, Prince of Persia: The Sands of Time, The Da Vinci Code, An Education e The Sorcerer's Apprentice.

## Biografia
Molina nasceu nos arredores de Paddington, em Londres. Sua mãe, Giovanna Bonelli, foi uma imigrante italiana que limpava quartos em um hotel e trabalhou como cozinheira. Seu pai, Esteban Molina, foi um imigrante espanhol oriundo de Madrid, que trabalhou como garçom e motorista. Molina cresceu em um bairro de classe baixa em Notting Hill que foi habitado por muitas outras famílias de imigrantes. Ele decidiu se tornar ator após assistir ao filme Spartacus quando tinha nove anos de idade, e frequentou a Guildhall School of Music and Drama.

## Carreira
Em 1978, Molina estrelou ao lado de Leonard Rossiter na sitcom The Losers. Molina fez sua estreia no cinema com um pequeno papel no filme Raiders of the Lost Ark de 1981 como o malfadado guia Satipo, durante a sua seqüência de abertura icônica. No entanto, sua grande chance veio com Letter to Brezhnev em 1985, que seguiu com um papel de protagonista em Prick Up Your Ears, em 1987, interpretando Joe Orton (amante e eventual assassino) de Kenneth Halliwell. Foi originalmente escalado como Arnold Rimmer no seriado de TV Red Dwarf, porém foi substituído por Chris Barrie.
Molina foi uma presença constante na televisão britânica no início da década de 1990, com seu papel de maior destaque sendo na série de televisão El CID. Seus papéis em filmes posteriores foram Species, Dudley Do-Right, Chocolat, Not Without My Daughter e Enchanted April. Com um sotaque americano do meio-oeste, Molina estrelou ao lado de Betty White a série de televisão dos EUA Ladies Man, exibida de 1999 a 2001.
Ele já colaborou duas vezes com Paul Thomas Anderson, pela primeira vez em Boogie Nights e Magnolia. Em 2002, Molina ganhou amplo reconhecimento por sua interpretação do pintor Diego Rivera ao lado de Salma Hayek no filme biográfico Frida, um papel que lhe rendeu indicações ao BAFTA e SAG Awards. Em 2003, estrelou ao lado de Steve Coogan em Coffee and Cigarettes. Em 2004, Molina ganhou ainda mais reconhecimento comercial quando foi escalado como o vilão Doutor Octopus em Spider-Man 2, que se tornou um dos filmes de maior bilheteria daquele ano. Mais tarde,   reprisou seu papel de Doutor Octopus no videogame lançado para o filme e o personagem de Molina é visto em flashback na abertura de Spider-Man 3. Em 2006, Molina interpretou Touchstone na versão cinematográfica de Shakespeare As You Like It dirigida por Kenneth Branagh e apareceu na adaptação de The Da Vinci Code com direção de Ron Howard. Molina emprestou sua voz ao vilão Ares no filme animado Wonder Woman.
A atuação de Molina no teatro é marcada por duas produções do Royal National Theatre, The Night of the Iguana de Tennessee Williams (como Shannon) e Speed-the-Plow de David Mamet (como Fox). Em sua estreia na Broadway, Molina performou em Art de Yasmina Reza, pelo qual recebeu uma indicação ao Tony Award em 1998. Em 2004, Molina voltou aos palcos, estrelando como Tevye na produção da Broadway de Fiddler on the Roof. Por sua atuação, mais uma vez recebeu uma indicação ao prêmio Tony, desta vez de Melhor Ator em um Musical. Molina recebeu sua terceira indicação ao prêmio Tony por Red em 2010, também para Melhor Ator.
Em 2007, Molina narrou um audiobook original de 17 partes para o site Audible.com chamado The Chopin Manuscript. Este romance serializado foi escrito por uma equipe de 15 renomados escritores de suspense, como Jeffery Deaver, Lee Child, Joseph Finder e Lisa Scottoline.
Em 1 de abril de 2010, Molina estreou no John Golden Theatre no papel do artista Mark Rothko no drama Red de John Logan em oposição a Eddie Redmayne com duração limitada até 27 de junho. Interpretou o papel que lhe rendeu muito sucesso de crítica no Donmar Warehouse em Londres em dezembro de 2009.
Em 2010, estrelou ao lado de Dawn French na sexta temporada do seriado da BBC Roger & Val Have Just Got In, com uma segunda temporada em 2012.
Ele é o único ator a ter três minifiguras de Lego modeladas a partir dele, sendo Doutor Octopus de Spider-Man 2, Satipo de Raiders of the Lost Ark e Sheik Amar de Prince of Persia.[carece de fontes?].
Em julho de 2010, foi anunciado que Molina se juntou ao elenco de Law & Order: LA como vice-procurador distrital Morales O ator já havia participadado em 205 de dois crossovers da franquia, Law & Order: Special Victims Unit e Law & Order: Trial by Jury.
Molina é um patrono do grupo de artes cênicas Theatretrain. Molina também é membro de longa data da companhia teatral de Los Angeles, antes conhecida como Circus Theatricals, onde ensina Shakespeare e Estudo de Cena junto com o diretor artístico Jack Stehlin.

## Vida pessoal
Molina reside em Los Angeles, Califórnia. É fluente em italiano e espanhol.
Foi casado com a também atriz Jill Gascoine de 1986 a 2020, quando ela faleceu. Tem uma filha, Rachel (nascida em 1980), fruto de outro relacionamento, e dois enteados (Adam e Sean), do primeiro casamento de Gascoine. É também avô de Alfie (nascido em novembro de 2003) e Layla (nascida em maio de 2006).
Além de atuar, Molina é também um defensor das pesquisas contra a  AIDS. Não só doando para pesquisas, mas também participou da Los Angeles AIDS Walk e recentemente fez o papel de Joseph Kibler (um jovem de 21 anos sobrevivente da AIDS) no documentário Walk On.

## Filmografia
- Raiders of the Lost Ark (Indiana Jones e Os Caçadores da Arca Perdida) (1981)
- O Feitiço de Áquila (1983)
- Letter to Brezhnev (1985)
- Prick Up Your Ears (O Amor Não Tem Sexo) (1987)
- Not Without My Daughter (Nunca sem Minha Filha) (1991)
- Enchanted April (Um Sonho de Primavera) (1992)
- The Trial (O Processo) (1993)
- Cabin Boy (Um Gaiato No Navio) (1994)
- Maverick (1994)
- Species (A Experiência) (1995)
- Dead Man (1995)
- Before and After (1996)
- Mojave (1996)
- Boogie Nights (Boogie Nights – Prazer sem Limites) (1997)
- The Man Who Knew Too Little (O homem que sabia de menos) (1997)
- The Impostors (Os Impostores) (1998)
- Dudley Do-Right (Polícia Desmontada) (1999)
- Magnolia (Magnólia) (1999)
- Chocolat (Chocolate) (2000)
- Texas Rangers (2001)
- Murder on the Orient Express (2001)
- Frida (2002)
- Plots With a View (Túmulo Com Vista) - (BR) (2002) Inglaterra
- Identity (Identidade) (2003)
- Coffee and Cigarettes (Sobre Café e Cigarros - (BR); Café e Cigarros -(PT) (2003)
- Luther (Lutero) (2003)
- Spider-Man 2 como Otto Octavius / Doutor Octopus
- Steamboy (Steamboy) (2004, voz)
- The Da Vinci Code (O Código Da Vinci) (2006)
- The Hoax (O Vigarista do Ano) (2006)
- The Little Traitor (O Pequeno Traidor) (2007)
- Silk (Paixão Proibida - (BR); Seda - (PT)) (2007)
- Nothing Like the Holidays (Nada Melhor que o Natal) - (BR) (2008)
- The Pink Panther 2 (A pantera cor-de-rosa 2) (2009)
- An Education (Educação) (2009)
- The Lodger (O Inquilino) (2009)
- The Life & Times of Tim (2010) (TV)
- Law & Order: Los Angeles (2010-2011) (TV)
- Prince of Persia: The Sands of Time (Príncipe da Pérsia: As Areias do Tempo) (2010)
- The Sorcerer's Apprentice (O Aprendiz de Feiticeiro) (2010)
- Roger & Val Have Just Got In (2010) (TV)
- The Tempest (2010)
- Rango (2011) (voz)
- Harry's Law (2011) (TV)
- Abduction (Sem Saída) (2011)
- Gravity Falls (2012) (TV)
- Monsters University (Universidade Monstros) (2013) (voz)
- Love Is Strange (2014)
- Oscar's Hotel (2015) (Websérie)
- Little Men (2016)
- Don't Let Go (2019)
- Spider-Man: No Way Home como Otto Octavius / Doutor Octopus (2021)

## Premiações
- Vencedor do Drama Desk Award de Melhor Ator, por Art (1998).
- Indicação ao BAFTA de Melhor Ator Coadjuvante, por Frida (2002).